# Narella nuttingi
Narella nuttingi är en korallart som beskrevs av Bayer 1997. Narella nuttingi ingår i släktet Narella och familjen Primnoidae. Inga underarter finns listade i Catalogue of Life.